# جون إيتون (ملحن)
جون إيتون (بالإنجليزية: John Eaton)‏ هو ملحن وعازف بيانو أمريكي، ولد في 30 مارس 1935 في برين مار ‏ في الولايات المتحدة، وتوفي في 2 ديسمبر 2015 في نيويورك في الولايات المتحدة.

## وصلات خارجية
- جون إيتون على موقع IMDb (الإنجليزية)
- جون إيتون على موقع ميوزك برينز (الإنجليزية)
- جون إيتون على موقع ديسكوغز (الإنجليزية)